# Lietuviškoji tarybinė enciklopedija
Lietuviškoji tarybinė enciklopedija (LTE) ist eine litauische Generalenzyklopädie, herausgegeben von Mokslo ir enciklopedijų leidykla (1976–1985), zur Zeit Sowjetlitauens. Der Nachfolger der LTE ist die litauische Universalenzyklopädie Visuotinė lietuvių enciklopedija (VLE).
Die LTE umfasst 13 Bände mit je 1.000 Seiten und farbigen und schwarz-weißen Illustrationen. Die Ziele der Enzyklopädie waren „Kenntnisse über das Weltsystem zur Verfügung zu stellen, aufgrund derer es möglich wäre, wissenschaftliche materialistische Ansichten zu formen, sozialistischen Internationalismus und sowjetischen Patriotismus weiterzuentwickeln“.